# Unique (album av Nina Badrić)
Unique är det tredje studioalbumet från den kroatiska sångerskan Nina Badrić. Albumet släpptes år 1999. Albumet innehåller 13 låtar.

## Låtlista
| Nr  | Titel                | Längd |
| --- | -------------------- | ----- |
| 1.  | Tko si ti            | 4:38  |
| 2.  | Woman in love        | 4:17  |
| 3.  | Ne ostavljaj me      | 4:14  |
| 4.  | Još i sad            | 4:42  |
| 5.  | Po dobru ti me pamti | 4:53  |
| 6.  | Nije mi svejedno     | 4:22  |
| 7.  | Na kraj svijeta      | 3:33  |
| 8.  | Jedino moje          | 3:50  |
| 9.  | Više me nije strah   | 3:36  |
| 10. | Poljubi me           | 3:52  |
| 11. | Kao u snu            | 3:53  |
| 12. | Woman In Love        | 4:17  |
| 13. | Po dobru ti me pamti | 4:53  |